# Сокол Іван Григорович
Со́кол Іва́н Григо́рович — військовик УПА та армії СССР.

## Біографія
Народився 12 травня 1927 року в селі Старий Чорторийськ Маневицького району Волинської області.
Звання Героя Радянського Союзу 18-річний волинянин удостоєний Указом Президії Верховної Ради СРСР від 10 квітня 1945 року за мужність і героїзм, виявлені при форсуванні ріки Одер (Німеччина).
У 1943 році під час німецької окупації Івана Сокола разом з іншими юнаками і дівчатами відправляють на каторжні роботи в Німеччину. Але йому вдалося втекти з ешелону. Блукаючи по лісах Волині, він потрапив у загін УПА, де й був кулеметником. За твердженнями односельців: «Під Луцьком у Теремному енкаведисти оточили групу упівців. У цій же групі був підісланий від радянських партизанів якийся Горошко. На допиті Сокол був представлений Горошком як наближений до нього. Як досвідченого кулеметника його взяли в Червону Армію».
Після війни Іван Сокол ще декілька років служив в армії на Далекому Сході. У лютому 1950 року повернувся в село Старий Чорторийськ. Працював деякий час у Колківському райфінвідділі, пізніше — лісником.
Помер 2 лютого 1974 року.
У селі Старий Чорторийськ встановлено бюст героя та названа одна із вулиць. Однак його ім'я і до цього часу не увічнено на Луцькому меморіалі слави.